# 李根鎬
李 根鎬（イ・グノ、이근호、1985年4月11日 - ）は、大韓民国仁川広域市出身、元同国代表のプロサッカー選手。現役時代のポジションはフォワード。本貫は鶴城李氏。イ・グンホと表記されることもある。

## 来歴
元々スポーツ少年だったが、サッカーを本格的に始めたのは11歳の頃。高校卒業後、地元・仁川広域市から新たにKリーグに参入した仁川ユナイテッドFCに入団。年代別代表にも招集されるがラディボエ・マニッチやジェナン・ラドンチッチなどの外国人FWを中心にする張外龍監督の方針や、選手としての未熟さ からクラブでは出場機会をなかなか得られず、得点はなかった。
トレーニングを重ねて2006年シーズンにはサテライトリーグでMVPを獲得したが、仁川では出場機会は望めないだろうと考えていた所に大邱FCからオファーを受けて2007年に移籍。邊炳柱監督の信頼を得てクラブの主力としてプレーしたことから急成長、念願だったA代表にも招集され、親善試合イラク戦で代表初得点を挙げる。2008年、北京オリンピック・サッカー韓国代表にも選出。またA代表としても2010 FIFAワールドカップ・アジア予選で3得点を挙げるなど主力選手として活躍し、クラブでも2年連続でKリーグベストイレブンに選出された。
2008年シーズンオフにヨーロッパ進出を目指して大邱を退団。交渉を重ねたが不調に終わり無所属状態になっていたが、2009年4月2日にJリーグのジュビロ磐田と夏の欧州移籍を認めるとの条項を付して9ヶ月契約を結んだ。李が以前に「（ヨーロッパに比べるとレベルの低い）Jリーグには行きたくない」と発言していたため、韓国のサッカーファンはこの移籍に憤激した。Jデビュー戦でいきなり2ゴールを挙げて開幕から5試合未勝利だった磐田に初勝利をもたらし、その後の8試合で6得点を挙げて磐田を最下位から9位まで浮上させる原動力となった。
同年5月にフランス1部リーグのパリ・サンジェルマンFCから複数年契約でのオファーを受け、同年6月には移籍が内定したと報道された。この移籍決断には同じくJリーグを経由し欧州でプレーしている朴智星からの「若いうちにやるべきことがある」という助言が大きく作用したとされる。磐田ではクラブ側が壮行会（送別会）も開催するほどだった。しかし翌7月に入ってからパリ・サンジェルマンは、入団は決定していないと発表し、李の獲得に必要な外国人枠を確保するのに必要であった欧州圏外選手の放出も行わなかったため契約交渉は破談した。7月19日に翌20日からの1年契約での磐田再入団が決定した。
2010年、南アフリカW杯の韓国代表候補にあげられてきたが、韓国のW杯出場決定後は代表チームの親善試合で得点を挙げられなかったこともあり、同年6月1日に発表された最終エントリーメンバーからは外れた。
2010年6月末にて磐田との契約が満了し退団した。同年7月2日、J1リーグ・ガンバ大阪への完全移籍での入団が発表された。移籍初年は連携が噛み合わず、4得点に終わるが、翌2011年はリーグ3位タイ、チームトップの15得点を挙げ、アシストもチームトップを記録する大車輪の活躍を見せ、G大阪の公式応援番組『GAMBA TV〜青と黒〜』の年末特別企画『GAMBA TV アウォーズ』において、2011年のMVPに選出された。
2012年、兵役に就くためG大阪を退団し、Kリーグ蔚山現代FCへ完全移籍。AFCチャンピオンズリーグ2012ではMVPを獲得し、チームのアジア制覇に貢献。11月にはアジア年間最優秀選手賞を受賞した。2013年より兵役のため軍へ入隊し、尚州尚武FCに所属。
2014年、ブラジルW杯の韓国代表に選ばれ、同大会に初出場した。グループリーグのロシア戦で先制点を決めるなど、3試合に出場した。
2014年9月16日、軍から除隊され、同時にカタール・スターズリーグのアル・ジャイシュ・ドーハへ移籍。
2015年7月、Kリーグ・全北現代モータースへレンタル移籍。同年終了後アル・ジャイシュへ復帰。
2016年は済州ユナイテッドに所属し、2017年から江原FCと3年契約を結んだ。
2018年6月にシーズン途中で蔚山現代FCに移籍。自身としては6年振りの復帰となった。
2021年1月19日、大邱FCへレンタル移籍。13年ぶりの復帰となった。
2023年10月16日、同年限りでの現役引退を発表。

## 所属クラブ
ユース経歴
- 2001年 - 2003年 富平高校

プロ経歴
- 2004年 - 2006年 仁川ユナイテッドFC
- 2007年 - 2008年 大邱FC
- 2009年4月 - 2010年6月 ジュビロ磐田
- 2010年7月 - 2011年 ガンバ大阪
- 2012年 - 2014年9月 蔚山現代FC
  - 2013年 - 2014年9月 尚州尚武FC (兵役)
- 2014年9月 - 2016年 アル・ジャイシュSC
  - 2015年7月 -  同年12月 全北現代モータース (期限付き移籍)
- 2016年  済州ユナイテッドFC
- 2017年 -  2018年6月 江原FC
- 2018年6月 - 2022年  蔚山現代FC
  - 2021年 - 2022年 大邱FC (期限付き移籍)
- 2022年 - 2023年 大邱FC

## 個人成績
| 国内大会個人成績 | 国内大会個人成績 | 国内大会個人成績 | 国内大会個人成績 | 国内大会個人成績 | 国内大会個人成績 | 国内大会個人成績 | 国内大会個人成績 | 国内大会個人成績 | 国内大会個人成績 | 国内大会個人成績 | 国内大会個人成績 |
| 年度             | クラブ           | 背番号           | リーグ           | リーグ戦         | リーグ戦         | リーグ杯         | リーグ杯         | オープン杯       | オープン杯       | 期間通算         | 期間通算         |
| 年度             | クラブ           | 背番号           | リーグ           | 出場             | 得点             | 出場             | 得点             | 出場             | 得点             | 出場             | 得点             |
| 韓国             | 韓国             | 韓国             | 韓国             | リーグ戦         | リーグ戦         | リーグ杯         | リーグ杯         | FA杯             | FA杯             | 期間通算         | 期間通算         |
| ---------------- | ---------------- | ---------------- | ---------------- | ---------------- | ---------------- | ---------------- | ---------------- | ---------------- | ---------------- | ---------------- | ---------------- |
| 2004             | 仁川             | 32               | K1               | 0                | 0                | 0                | 0                | 1                | 0                | 1                | 0                |
| 2005             | 仁川             | 11               | K1               | 0                | 0                | 5                | 0                | 1                | 0                | 6                | 0                |
| 2006             | 仁川             | 13               | K1               | 2                | 0                | 1                | 0                | 0                | 0                | 3                | 0                |
| 2007             | 大邱             | 22               | K1               | 20               | 8                | 7                | 2                | 2                | 0                | 29               | 10               |
| 2008             | 大邱             | 10               | K1               | 26               | 11               | 6                | 2                | 3                | 2                | 35               | 15               |
| 日本             | 日本             | 日本             | 日本             | リーグ戦         | リーグ戦         | リーグ杯         | リーグ杯         | 天皇杯           | 天皇杯           | 期間通算         | 期間通算         |
| 2009             | 磐田             | 33               | J1               | 24               | 12               | 1                | 0                | 1                | 1                | 26               | 13               |
| 2010             | 磐田             | 33               | J1               | 12               | 1                | 4                | 1                | -                | -                | 16               | 2                |
| 2010             | G大阪            | 22               | J1               | 20               | 4                | -                | -                | 5                | 1                | 25               | 5                |
| 2011             | G大阪            | 22               | J1               | 32               | 15               | 0                | 0                | 1                | 0                | 33               | 15               |
| 韓国             | 韓国             | 韓国             | 韓国             | リーグ戦         | リーグ戦         | リーグ杯         | リーグ杯         | FA杯             | FA杯             | 期間通算         | 期間通算         |
| 2012             | 蔚山             | 11               | K1               | 33               | 8                | -                | -                | 2                | 1                | 35               | 9                |
| 2013             | 尚武             | 11               | K2               | 25               | 15               | -                | -                | 1                | 0                | 26               | 15               |
| 2014             | 尚武             | 11               | K1               | 18               | 4                | -                | -                |                  |                  |                  |                  |
| カタール         | カタール         | カタール         | カタール         | リーグ戦         | リーグ戦         | リーグ杯         | リーグ杯         | オープン杯       | オープン杯       | 期間通算         | 期間通算         |
| 2014-15          | アル・ジャイシュ | 10               | スターズ         | 18               | 2                | -                | -                | -                | -                | 18               | 2                |
| 韓国             | 韓国             | 韓国             | 韓国             | リーグ戦         | リーグ戦         | リーグ杯         | リーグ杯         | FA杯             | FA杯             | 期間通算         | 期間通算         |
| 2015             | 全北現代         | 33               | K1               | 15               | 4                | 0                | 0                | -                | -                | 15               | 4                |
| 2016             | 済州             | 22               | K1               | 35               | 5                | 1                | 0                | -                | -                | 36               | 5                |
| 2017             | 江原             | 11               | K1               | 37               | 8                | 2                | 0                | -                | -                | 39               | 8                |
| 2018             | 江原             | 11               | K1               | 13               | 0                | 0                | 0                | -                | -                | 13               | 0                |
| 2018             | 蔚山             | 8                | K1               | 22               | 4                | 5                | 1                | -                | -                | 27               | 5                |
| 2019             | 蔚山             | 11               | K1               | 18               | 2                | 0                | 0                | -                | -                | 18               | 2                |
| 2020             | 蔚山             | 11               | K1               | 12               | 0                | 3                | 0                | -                | -                | 15               | 0                |
| 2021             | 大邱             | 22               | K1               | 30               | 3                | 5                | 1                | -                | -                | 35               | 4                |
| 2022             | 大邱             | 22               | K1               | 26               | 1                | 1                | 0                | -                | -                | 27               | 1                |
| 2023             | 大邱             | 22               | K1               |                  |                  |                  |                  |                  |                  |                  |                  |
| 通算             | 韓国             | 韓国             | K1               | 339              | 31               | 25               | 5                | 9                | 3                | 373              | 39               |
| 通算             | 韓国             | 韓国             | K2               | 25               | 15               | -                | -                | 1                | 0                | 26               | 15               |
| 通算             | 日本             | 日本             | J1               | 88               | 32               | 5                | 1                | 7                | 2                | 100              | 35               |
| 通算             | カタール         | カタール         | スターズ         | 18               | 2                | -                | -                | -                | -                | 18               | 2                |
| 総通算           | 総通算           | 総通算           | 総通算           | 250              | 80               | 30               | 6                | 17               | 5                | 297              | 89               |

| 国際大会個人成績 | 国際大会個人成績 | 国際大会個人成績 | 国際大会個人成績 | 国際大会個人成績 | FIFA      | FIFA      |
| 年度             | クラブ           | 背番号           | 出場             | 得点             | 出場      | 得点      |
| AFC              | AFC              | AFC              | ACL              | ACL              | クラブW杯 | クラブW杯 |
| ---------------- | ---------------- | ---------------- | ---------------- | ---------------- | --------- | --------- |
| 2011             | G大阪            | 22               | 7                | 2                | -         | -         |
| 2012             | 蔚山             | 11               | 12               | 4                | 2         | 1         |
| 2014             | アル・ジャイシュ | 10               | 2                | 0                | -         | -         |
| 2019             | 蔚山             | 11               | 3                | 0                | -         | -         |
| 2020             | 蔚山             | 11               | 8                | 0                | -         | -         |
| 2021             | 大邱             | 22               |                  |                  | -         | -         |
| 通算             | AFC              | AFC              | 32               | 6                | 2         | 1         |

- Jリーグ初出場・初得点 - 2009年4月19日 J1第6節 vs清水エスパルス（エコパスタジアム）

## 代表歴
- U-20韓国代表
  - 2005年 - 2005 FIFAワールドユース選手権
- U-23韓国代表
  - 2008年 - 北京オリンピック
- 韓国代表
  - 2007年 - AFCアジアカップ2007
  - 2014年 - 2014 FIFAワールドカップ
  - 2015年 - AFCアジアカップ2015

### 試合数
- 国際Aマッチ 85試合 19得点（2007年-2018年）[14]

| 韓国代表 | 国際Aマッチ | 国際Aマッチ |
| 年       | 出場        | 得点        |
| -------- | ----------- | ----------- |
| 2007     | 3           | 1           |
| 2008     | 10          | 5           |
| 2009     | 14          | 2           |
| 2010     | 5           | 0           |
| 2011     | 8           | 2           |
| 2012     | 8           | 5           |
| 2013     | 11          | 3           |
| 2014     | 11          | 1           |
| 2015     | 6           | 0           |
| 2016     | 0           | 0           |
| 2017     | 6           | 0           |
| 2018     | 3           | 0           |
| 通算     | 85          | 19          |

## タイトル

### クラブ
蔚山現代FC
- AFCチャンピオンズリーグ：2回（2012年、2020年）

全北現代モータース
- Kリーグ1：1回（2015年）

### 個人
- Kリーグベストイレブン：3回（2007年、2008年、2012年）
- KリーグチャレンジMVP：1回（2013年）
- Kリーグチャレンジ得点王：1回（2013年）
- Kリーグチャレンジベストイレブン：1回（2013年）
- RリーグMVP：1回（2006年）
- Jリーグ優秀選手賞：2回（2009年、2011年）
- AFCチャンピオンズリーグMVP：1回（2012年）
- アジア年間最優秀選手賞：1回（2012年）